# Liga de Curazao Segunda División
El Liga de Curazao Segunda División o Sekhson Amatúr es la segunda división de Fútbol de Curazao, departamento de los Países Bajos. Actualmente participan 10 equipos, donde el campeón tiene ascenso a la Liga de Curazao Primera División.

## Formato
Los equipos participantes juegan el sistema de todos contra todos con 18 jornandas, después los 6 primeros avanzan a la 2.ª ronda, en donde los 4 mejores avanzan a la 3.ª ronda. En la 3.ª ronda, de los 4 equipos solo 2 avanzan a la final, en donde el campeón asciende a la Liga de Curazao Primera División.
Del otro lado, de los 4 eliminados de la fase regular el último lugar de la tabla desciende a la Liga de Curazao Tercera División.

## Equipos de la temporada 2023
- CD Santa Rosa
- RKVFC Sithoc
- SV Atomic
- SV Centro Hubenil Mahuma
- SV Hubentut Fortuna
- SV Indekor
- SV Inter
- SV New Song
- SV Vesta
- UD Tera Korá

## Palmarés
- 1922-23 : CRKSV Jong Holland II
- 1925-26 : CRKSV Jong Holland II
- 1931-32 : SV Republiek
- 1932 : SV Bismarck
- 1933 : SV Hercules
- 1934-35 : CVV Ajax
- 1935-36 : RKSV Scherpenheuvel
- 1936.37 : SV SUBT II
- 1937-38 : SV Feyenoord
- 1938-39 : SV Atlétiko
- 1940 : CRKSV Jong Curaçao
- 1940-42 : VV Arsenal
- 1943-44 : CVV D.T.S
- 1944-46 : RKSV Vitesse
- 1946-47 : FC Veendam
- 1947-48 : SC Asiento
- 1948-49 : FC Veendam
- 1949-50 : SV Estudiantes
- 1950-51 : PSV Curaçao
- 1951-52 : SV Vesta
- 1952-53 : CRKSV Jong Colombia
- 1953-54 : SV Athene
- 1955-56 : Riverside FC
- 1956-57 : RKSV Centro Dominguito
- 1958-59 : RKSV Scherpenheuvel
- 1959-60 : FC Veendam
- 1960-61 : SV Sint Joris
- 1961-62 : SV Centro Hubenil Mahuma
- 1962-63 : SV Vesta
- 1963-64 : FC Wacker
- 1964-65 : SV Centro Hubenil Mahuma
- 1965-66 : SV Vesta
- 1966-67 : RKSV Centro Dominguito
- 1967-68 : FC Wacker
- 1968-69 : Country Club Wacao
- 1969-70 : RKSV Centro Dominguito
- 1971-72 : SV Victory Boys
- 1973 : SV Deportivo Portugués
- 1974-75 : SV Vesta
- 1976 : SV Victory Boys
- 1976-77 : SV Vesta
- 1978 : UNDEBA
- 1979 : RKSV Centro Dominguito
- 1980 : SV Vesta
- 1981 : RKSV Centro Dominguito
- 1982 : SV Hubentut Korsou
- 1983 : RKSV Centro Dominguito
- 1984 : SV Koning
- 1985 : SV Victory Boys
- 1986 : SV Koning
- 1987 : SV Eleven Brothers
- 1988-89 : SV Eleven Brothers
- 1989 : SV Vesta
- 1990 : SV Vesta
- 1991 : SV Koning
- 1992 : SV Centro Hubenil Mahuma
- 1993 : UNDEBA
- 1994 : Streanan Uni
- 1995 : CSD Barber
- 1996 : SV Vesta
- 1997 : SV Hubentut Fortuna
- 1998-99 : SOV Santa Cruz
- 2000 : SV Kintjan Boys
- 2001-02 : Inter Willemstad
- 2002-03 : SV Hubentut Fortuna
- 2003-04 : SV Vesta
- 2004-05 : SV Hubentut Fortuna
- 2005-06 : SOV Santa Cruz
- 2006-07 : SOV Santa Cruz
- 2007-08 : SV Centro Hubenil Mahuma
- 2009 : SOV Santa Cruz
- 2009-10 : Didi Skèrpènè
- 2010-11 : C.V.C. Zebra's
- 2011-12 : CRKSV Jong Colombia
- 2012-13 : SV Centro Hubenil Mahuma
- 2014 : RKSV Scherpenheuvel
- 2015 : SV Vesta
- 2016 : Inter Willemstad
- 2017 : CRKSV Jong Colombia
- 2017-18 : SV SUBT
- 2018-19 : SV Hubentut Fortuna
- 2019-20 : RKVFC Sithoc
- 2021 : CRKSV Jong Colombia
- 2022 : SC Atlétiko Saliña

## Títulos por club
| Club                     | Títulos | Años campeón                                                                       |
| ------------------------ | ------- | ---------------------------------------------------------------------------------- |
| SV Vesta                 | 11      | 1951-52, 1962-63, 1965-66, 1974-75, 1976-77, 1980, 1989, 1990, 1996, 2003-04, 2015 |
| RKSV Centro Dominguito   | 6       | 1956-57, 1966-67, 1669-70, 1979, 1981, 1983                                        |
| SV Centro Hubenil Mahuma | 5       | 1961-62, 1964-65, 1992, 2007-08, 2012-13                                           |
| SOV Santa Cruz           | 4       | 1998-99, 2005-06, 2006-07, 2009                                                    |
| SV Hubentut Fortuna      | 4       | 1997, 2002-03, 2004-05, 2018-19                                                    |
| CRKSV Jong Colombia      | 4       | 1952-53, 2011-12, 2017, 2021                                                       |
| FC Veendam               | 3       | 1946-47, 1948-49, 1959-60                                                          |
| SV Victory Boys          | 3       | 1971-72, 1976, 1985                                                                |
| SV De Koning             | 3       | 1984, 1986, 1991                                                                   |
| RKSV Scherpenheuvel      | 3       | 1935-36, 1958-59, 2014                                                             |
| CRKSV Jong Holland II    | 2       | 1922-23, 1925-26                                                                   |
| FC Wacker                | 2       | 1963-64, 1967-68                                                                   |
| SV Eleven Brothers       | 2       | 1987, 1988-89                                                                      |
| UNDEBA                   | 2       | 1978, 1993                                                                         |
| CVV Willemstad           | 2       | 2001-02, 2016                                                                      |
| SV Republiek             | 1       | 1931-32                                                                            |
| SV Bismark               | 1       | 1932                                                                               |
| SV Hercules              | 1       | 1933                                                                               |
| CVV Ajax                 | 1       | 1934-35                                                                            |
| SV SUBT II               | 1       | 1936-37                                                                            |
| SV Feyenoord             | 1       | 1937-38                                                                            |
| SV Atlétiko              | 1       | 1938-39                                                                            |
| CRKSV Jong Curaçao       | 1       | 1940                                                                               |
| VV Arsenal               | 1       | 1940-42                                                                            |
| CVV DTS                  | 1       | 1943-44                                                                            |
| RKSV Vitesse             | 1       | 1944-46                                                                            |
| SC Asiento               | 1       | 1947-48                                                                            |
| SV Estudiantes           | 1       | 1949-50                                                                            |
| PSV Curaçao              | 1       | 1950-51                                                                            |
| SV Athene                | 1       | 1953-54                                                                            |
| Riverside FC             | 1       | 1955-56                                                                            |
| SV Sint Joris            | 1       | 1960-61                                                                            |
| Country Club Wacao       | 1       | 1968-69                                                                            |
| SV Deportivo Portugués   | 1       | 1973,                                                                              |
| SV Hubentut Korsou       | 1       | 1982                                                                               |
| Sreannan Uni             | 1       | 1994                                                                               |
| CSD Barber               | 1       | 1995                                                                               |
| SV Kintjan Boys          | 1       | 2000                                                                               |
| Didi Skèrpènè            | 1       | 2009-10                                                                            |
| C.V.C. Zebra's           | 1       | 2010-11                                                                            |
| SV SUBT                  | 1       | 2017-18                                                                            |
| RKVFC Sithoc             | 1       | 2019-20                                                                            |
| SC Atlétiko Saliña       | 1       | 2022                                                                               |